# خوان دي كاستيلانوس
خوان دي كاستيلانوس (بالإسبانية: Juan de Castellanos)‏ هو مؤرخ وشاعر إسباني، ولد في 9 مارس 1522 في ألانيس في إسبانيا، وتوفي في 27 نوفمبر 1607 في تونخا في كولومبيا.